# OK Computer
OK Computer ist das dritte Studioalbum der britischen Rockband Radiohead aus dem Jahr 1997. Obwohl das Rockalbum von der zeitgenössischen Kritik zunächst verhalten aufgenommen wurde, gilt es mittlerweile als Meilenstein der Rock- und Popmusik der 1990er Jahre.

## Entstehung und Veröffentlichung
Die Erstveröffentlichung von OK Computer erfolgte am 21. Mai 1997 bei EMI in Japan (Katalognummer: TOCP-50201). Am 16. Juni 1997 erfolgte die europaweite Veröffentlichung bei Parlophone (Katalognummer: 7243 8 55229 2 5). In Nordamerika erschien es zunächst am 17. Juni 1997 bei EMI in Kanada sowie am 1. Juli 1997 bei Capitol Records in den Vereinigten Staaten. Die Originalausführung des Albums erschien als CD und LP mit zwölf Titeln. Am 24. März 2009 kam eine „Collector’s Edition“ auf den Markt, die neben einer zweiten CD mit B-Seiten, Live- und Demoaufnahmen sowie eine DVD mit Videos und Livemitschnitten enthält.
2016 wurde die Collector’s Edition wegen einer Änderung des Labels Parlophone zu XL Recordings aus Streaming-Diensten entfernt, wo danach am 23. Juni 2017 das OK Computer OKNOTOK 1997 2017 erschien, für das auch die älteren Tracks mit den B-Seiten remastered wurden. Zuvor nicht veröffentlichte Tracks wie I Promise, Man Of War, Lift wurden zusammen mit neuen Musikvideos hinzugefügt.
Geschrieben und produziert wurden alle Titel von den fünf Radiohead-Mitgliedern Ed O’Brien, Colin Greenwood, Jonny Greenwood, Phil Selway und Thom Yorke. Die Produktion erfolgte mit Unterstützung von Nigel Godrich.

## Titelliste

### Standard
1. Airbag (4:44)
2. Paranoid Android (6:22)
3. Subterranean Homesick Alien (4:27)
4. Exit Music (For A Film) (4:24)
5. Let Down (4:58)
6. Karma Police (4:21)
7. Fitter Happier (1:57)
8. Electioneering (3:50)
9. Climbing Up The Walls (4:44)
10. No Surprises (3:48)
11. Lucky (4:19)
12. The Tourist (5:24)

### Collector’s Edition
Die Collector’s Edition beinhaltet außerdem eine zweite CD, auf der folgende Titel zu finden sind:
1. Polyethylene (Parts 1 & 2)
2. Pearly*
3. A Reminder
4. Melatonin
5. Meeting in the Aisle
6. Lull
7. Climbing Up the Walls (Zero 7 Mix)
8. Climbing Up the Walls (Fila Brazillia Mix)
9. Palo Alto
10. How I Made My Millions
11. Airbag (Live in Berlin)
12. Lucky (Live in Florence)
13. Climbing Up the Walls (BBC Radio One Evening Session 05.28.97)
14. Exit Music (For a Film) (BBC Radio One Evening Session 05.28.97)
15. No Surprises (BBC Radio One Evening Session 05.28.97)

### OK Computer OKNOTOK 1997 2017
Die Neuauflage OK Computer OKNOTOK 1997 2017 enthält die älteren Tracks remastered, und dazu eine zweite CD, auf der folgende Titel zu finden sind:
1. I Promise
2. Man Of War
3. Lift
4. Lull – Remastered
5. Meeting in the Aisle – Remastered
6. Melatonin – Remastered
7. A Reminder – Remastered
8. Polyethylene (Parts 1 & 2) – Remastered
9. Pearly* – Remastered
10. Palo Alto – Remastered
11. How I Made My Millions

### Limited Edition
In einer limitierten Ausgabe erschien das Album auch zusammen mit der Single Karma Police als Bonus-CD. Auf dieser Bonus-CD sind enthalten:
1. Karma Police (4:20)
2. A Reminder (3:52)
3. Melatonin (2:08)

## Singleauskopplungen
| Jahr | Titel            | Höchstplatzierung, Gesamtwochen, AuszeichnungChartsChartplatzierungen (Jahr, Titel, , Platzierungen, Wochen, Auszeichnungen, Anmerkungen) | Anmerkungen                            |
| Jahr | Titel            | UK | Anmerkungen                            |
| ---- | ---------------- | --- | -------------------------------------- |
| 1997 | Paranoid Android | UK3 Gold · (5 Wo.)UK | Erstveröffentlichung: 26. Mai 1997     |
| 1997 | Karma Police     | UK8 Platin · (4 Wo.)UK | Erstveröffentlichung: 25. August 1997  |
| 1997 | Lucky            | — | Erstveröffentlichung: 1. Dezember 1997 |
| 1998 | No Surprises     | UK4 Platin · (7 Wo.)UK | Erstveröffentlichung: 12. Januar 1998  |

## Rezeption
OK Computer markiert einen Wechsel in der Bandgeschichte. Nach zwei eher klassischen Britpop-Alben begann die Band mit elektronischen Effekten wie Filtern und Rauschen zu arbeiten. Die beiden nachfolgenden Alben Kid A und Amnesiac haben diesen Ansatz konsequent weiterentwickelt.

### Rezensionen
Die britische Musikzeitschrift Classic Rock kürte OK Computer im Juli 2010 zu einem der 50 Musikalben, die den Progressive Rock geprägt haben.
Der Medienwissenschaftler Oliver Zöllner interpretiert OK Computer in seiner Analyse des Albums „als ein Dokument, das 1997 den Prozess der fortschreitenden Digitalisierung und das sich in seinen Konturen abzeichnende Leben in der Digitalität recht treffend einfängt“. Als Habitus des musikalischen Werks konstatiert er auf der textlichen Ebene eine „deutlich zu Tage tretende Vagheit der Aussagen, ihre schwer zu fassende Unbestimmtheit“ und letztlich einen das Werk bestimmenden Nihilismus.
Tony Banks von Genesis sagte: „Ich meine, die Jungs von Radiohead oder Coldplay betonen ja selbst, wie stark wir sie mit unseren früheren Sachen beeinflusst haben. Wenn meine Kinder Radioheads "OK. Computer" auflegen, habe ich manchmal das Gefühl, die lassen eine Tonspur mit meinen Keyboard-Parts von der "Lamb Lies Down On Broadway"-Session laufen.“

### Preise
Das Album wurde bei den Grammy Awards 1998 in der Kategorie „Bestes Alternative Album“ ausgezeichnet.

## Kommerzieller Erfolg

### Chartplatzierungen
| ChartsChartplatzierungen       | Höchstplatzierung | Wochen |
| ------------------------------ | ----------------- | ------ |
| Deutschland (GfK)              | 13 (25 Wo.)       | 25     |
| Österreich (Ö3)                | 17 (16 Wo.)       | 16     |
| Schweiz (IFPI)                 | 40 (14 Wo.)       | 14     |
| Vereinigte Staaten (Billboard) | 21 (58 Wo.)       | 58     |
| Vereinigtes Königreich (OCC)   | 1 (111 Wo.)       | 111    |

| ChartsJahrescharts (1997)    | Platzierung |
| ---------------------------- | ----------- |
| Vereinigtes Königreich (OCC) | 8           |

| ChartsJahrescharts (1998)    | Platzierung |
| ---------------------------- | ----------- |
| Vereinigtes Königreich (OCC) | 41          |

### Auszeichnungen für Musikverkäufe
| Land/Region                  | Auszeichnungen für Musikverkäufe (Land/Region, Auszeichnung, Verkäufe) | Verkäufe    |
| ---------------------------- | ---------------------------------------------------------------------- | ----------- |
| Argentinien (CAPIF)          | Platin                                                                 | 60.000      |
| Australien (ARIA)            | Platin                                                                 | 70.000      |
| Belgien (BRMA)               | 2× Platin                                                              | (100.000)   |
| Dänemark (IFPI)              | 4× Platin                                                              | (80.000)    |
| Europa (IFPI)                | 3× Platin                                                              | 3.000.000   |
| Frankreich (SNEP)            | 2× Gold                                                                | (200.000)   |
| Italien (FIMI)               | 2× Platin                                                              | (100.000)   |
| Japan (RIAJ)                 | Gold                                                                   | 100.000     |
| Kanada (MC)                  | 5× Platin                                                              | 500.000     |
| Neuseeland (RMNZ)            | 4× Platin                                                              | 60.000      |
| Niederlande (NVPI)           | Platin                                                                 | (100.000)   |
| Norwegen (IFPI)              | Gold                                                                   | (25.000)    |
| Schweden (IFPI)              | Gold                                                                   | (40.000)    |
| Schweiz (IFPI)               | Gold                                                                   | (25.000)    |
| Spanien (Promusicae)         | Gold                                                                   | (50.000)    |
| Vereinigte Staaten (RIAA)    | 2× Platin                                                              | 2.000.000   |
| Vereinigtes Königreich (BPI) | 5× Platin                                                              | (1.530.000) |
| Insgesamt                    | 7× Gold · 30× Platin ·                                                 | 5.790.000   |

Hauptartikel: Radiohead/Auszeichnungen für Musikverkäufe